# L'Effondrement de l'empire
Pour les articles homonymes, voir Effondrement (homonymie).
L'Effondrement de l'empire (titre original : The Collapsing Empire) est un roman de science-fiction de l'écrivain américain John Scalzi, publié en 2017 puis traduit en français et publié en 2019. Il s'agit du premier roman de la série L'Interdépendance.

## Distinctions
L'Effondrement de l'empire a remporté le prix Locus du meilleur roman de science-fiction 2018.

## Éditions
- The Collapsing Empire, 21 mars 2017, Tor, 333 p.  (ISBN 978-0-7653-8888-9)
- L'Effondrement de l'empire, 21 mars 2019, L'Atalante, coll. « La Dentelle du cygne », trad. Mikael Cabon, 336 p.  (ISBN 978-2-84172-895-4)